# Xã Johnstown, Quận Grand Forks, Bắc Dakota
Xã Johnstown (tiếng Anh: Johnstown Township) là một xã thuộc quận Grand Forks, tiểu bang Bắc Dakota, Hoa Kỳ. Năm 2010, dân số của xã này là 79 người.